# Johann Adam Osiander (Mediziner)
Johann Adam Osiander (* 9. November 1659 in Tübingen; † 23. Mai 1708 ebenda) war ein deutscher Mediziner und Physiker.

## Leben
Der Sohn des Johann Adam Osiander nahm im vierzehnten Lebensjahr ein Studium an der Universität Tübingen auf und erwarb dort 1676 den akademischen Grad eines Magisters der Philosophie. Medizinische Studien vorantreibend wurde er 1680 Lizentiat der Medizin, unternahm eine Bildungsreise in die Schweiz und promovierte zurückgekehrt nach Tübingen am 6. November 1682 zum Doktor der Medizin. 1684 wurde er Physikus seiner Heimatstadt, dem Amt Tübingen und des Klosters Bebenhausen.
1685 übertrug man ihm eine Professur der Medizin. 1690 war er Barutischer Leibarzt und begleitete seinen Landesherrn Herzog Friedrich Karl als Leibarzt auf dessen Feldzügen. Nach dessen Tod 1698 übertrug man ihm in Tübingen die Professur der Physik, die er bis zu seinem Lebensende versah.
Sein Sohn Johann Adam Osiander erlangte ebenfalls Bedeutung.

## Werke (Auswahl)
- Orationem anniversariam Facultatis Medicae de Salubritate Tubingae sub Programmate. 1679
- Compendium philosophiae rationalis.

## Weblink
- Druckschriften von und über Johann Adam Osiander im VD 17.

| Personendaten    | Personendaten                    |
| ---------------- | -------------------------------- |
| NAME             | Osiander, Johann Adam            |
| KURZBESCHREIBUNG | deutscher Mediziner und Physiker |
| GEBURTSDATUM     | 9. November 1659                 |
| GEBURTSORT       | Tübingen                         |
| STERBEDATUM      | 23. Mai 1708                     |
| STERBEORT        | Tübingen                         |